# 13. Klavierkonzert (Mozart)
Das 13. Klavierkonzert in C-Dur, KV 415, ist ein Klavierkonzert von Wolfgang Amadeus Mozart. In der Zählung der reinen Klavierkonzerte Mozarts ist es sein 7. Klavierkonzert.

## Entstehung
Das Konzert entstand gemeinsam mit dem 11. Klavierkonzert KV 413 und 12. Klavierkonzert KV 414 im Winterhalbjahr 1782/83. Es sind die ersten in Wien entstandenen Konzerte Mozarts. Er schrieb sie für eigene Konzertaufführungen in Wien. Am 28. Dezember 1782 berichtete er seinem Vater über die neu entstandenen Konzerte: „Die Concerten sind eben das Mittelding zwischen zu schwer und zu leicht. Sie sind sehr brillant – angenehm in die Ohren – natürlich ohne in das Leere zu fallen. Hie und da können auch Kenner allein Satisfaction erhalten – doch so – dass die Nichtkenner damit zufrieden sagen müssen, ohne zu wissen warum.“ Auch aus diesen Zeilen wird deutlich, dass die Konzerte KV 413 bis 415 für die Aufführung geschrieben wurden und einem kommerziellen Ziel folgten. Die Vorgabe war offenbar, Kenner und Nichtkenner durch Klangschönheit zufrieden zu stellen. Im Konzert KV 415 gelingt dies unter anderem auch durch den im Vergleich zu den beiden vorangehenden Konzerten, erweiterten Orchesterapparat. Trompeten und Pauke verleihen dem Konzert einen besonderen Glanz. Der Komponist bot in der Wiener Zeitung Abschriften der drei Konzerte zur Subskription an, was jedoch nicht zum gewünschten finanziellen Erfolg führte.
Die Konzeption des Werkes fiel Mozart erneut nicht leicht. Wie im 12. Klavierkonzert gibt es auch für dieses Konzert viele Skizzen, was für Mozarts Kompositionsarbeit unüblich ist. Ein c-Moll-Entwurf des zweiten Satzes wurde beispielsweise von Mozart verworfen, da er ihn möglicherweise für zu ernst für das Publikum hielt. Mozart konnte sich von dem Moll-Gedanken nicht trennen und verwertete ihn als Adagio-Einschub im abschließenden Rondo. Dies und die Tatsache, dass der letzte Satz erneut publikumsunwirksam piano schließt, zeigt, dass Mozart hier versuchen musste, künstlerische Ideale mit kommerziellen Interessen zusammenzuführen.
Die Uraufführung fand im Konzert Mozarts am 23. März 1783 im alten Wiener Burgtheater statt.

## Zur Musik

### Besetzung
Solo-Klavier, 2 Oboen, 2 Fagotte, 2 Hörner, 2 Trompeten, Pauke und Streicher
Die Aufführungsdauer beträgt ca. 25 Minuten.

### 1. Satz: Allegro
Der Hauptsatz beginnt mit einem marschartigen Thema des Orchesters. Bald treten auch Pauke und Trompete hinzu und verleihen dem Geschehen einen majestätischen Charakter. Das Hauptthema ist in vier Abschnitte geteilt und entwickelt sich in glänzenden Klängen. Die Soloexposition bringt dann auch das ausformulierte zweite Thema, welches einen nachdenklichen und verhalteneren Duktus hat. In der Durchführung und Reprise erscheint das Hauptthema nur im Orchester, ohne Beteiligung des Solisten. Das Konzept der Selbstständigkeit der Teilnehmer im musikalischen Wettstreit ist hier auf die Spitze getrieben.

### 2. Satz: Andante
Das Andante gehört zu den einfachsten und harmlosesten Konzertsätzen Mozarts. Der emotionale Schwerpunkt des Konzertes, der sonst in der Regel in den Mittelsätzen liegt, ist hier auf den Schlusssatz verschoben. Die Musik verfügt über keine große Tiefenschicht und ist einfach aufgebaut. Der Satz ist das Ergebnis eines Umdenkens während des Kompositionsvorgangs. Mozart hielt ein ursprünglich konzipiertes Moll-Andante für zu ernst, um es dem Wiener Publikum bei den geplanten Konzerten anzubieten. Der vorliegende Satz ist dreiteilig aufgebaut und verarbeitet zwei liedhafte und ruhig voranfließende Themen auf einfache Art und Weise.

### 3. Satz: Allegro
Das abschließende Rondo gehört zu den komplizierteren Mozart-Sätzen. Ein zweimaliger Adagio-Einschub in Moll führt zu einem weiteren Thema. Mozart lag offenbar einiges an diesem Adagio-Thema, nach dessen Duktus ursprünglich der ganze zweite Satz konzipiert werden sollte. Das Soloklavier stellt das Hauptthema zu Beginn des Satzes vor. Das erste Couplet führt das Refrainthema inhaltlich fort und verlässt auch die Grundtonart C-Dur nicht. Das zweite Couplet stellt dann den erwähnten Adagio-Einschub dar. Auf diese Art und Weise erhält der Satz eine unerwartete Wendung und stellt den emotionalen Höhepunkt des Werkes dar. Ein singulärer Fall in Mozarts Schlusssätzen der Klavierkonzerte. Die Wiederkehr des ersten Couplets rückt das Geschehen nach G-Dur und führt zur verdichteten Durchführung, in welcher Motive des Refrains verarbeitet werden. Hieran lässt sich erneut erkennen, dass Mozart Sonatensatzform und Rondoform auf freie Art und Weise miteinander verknüpft. Der erneute Adagio-Einschub zieht dann einen kurzen Eingang des Solisten in c-Moll nach sich, der zur letzten Wiederholung des Refrains führt und den Satz zu einem gedämpften Ende in piano führt.

## Stellenwert
Das Klavierkonzert KV 415 ist das größte und bedeutendste der ersten Wiener Konzerte. Es stellt eine Vorstufe zu vielen späteren Klavierkonzerten Mozarts dar. So gleicht die Anlage des großen Konzertes KV 503 nicht nur formal, sondern teilweise auch melodisch diesem 13. Klavierkonzert. In den Wiener Konzerten vollzieht sich ein wichtiger Wandel in der formalen Anlage der Konzerte. So wächst die Bedeutung und das Ausmaß der Eingangsritornelle der Hauptsätze immer weiter an, und es zeigt sich, dass Mozart hier ein neues Konzept vor Augen hat. Die Bezeichnung der Orchesterexposition kann nun auf die Konzerte Mozarts angewendet werden, welche sich damit immer mehr zur klassischen Grundform des Klavierkonzertes entwickeln. Der vergrößerte Orchesterapparat, mit Trompeten und Pauke (welche hier ad libitum sind), wird in den späteren Konzerten nicht zur Regel und bleibt die Ausnahme. Jedoch ist festzustellen, dass die Oboen und Fagotte in diesem Konzerte nun fest zur Besetzung gehören und nicht mehr ad libitum sind. Der Weg zum obligaten Accompagnement steht kurz vor der Vollendung und wird spätestens ab dem 15. Klavierkonzert KV 450 fest stehen. Der majestätische Grundrhythmus des Konzertes steht für eine vergrößerte Anlage des Konzertes, im Vergleich zu seinen Vorgängerkonzerten. Auffällig ist des Weiteren die zunehmende Freiheit, mit der Mozart die Rondosätze seiner Konzerte komponiert. So vermischt er zunehmend Sonatensatzform mit der Rondoform.